# Détective Conan : La Quatorzième Cible
Détective Conan : La Quatorzième Cible (名探偵コナン 14番目の標的, Meitantei Konan: Jūyon banme no Tāgetto) est un film d'animation japonais réalisé par Kenji Kodama, sorti en 1998. 
Il s'agit du deuxième film tiré du manga Détective Conan. 

## Synopsis
Dans la même semaine, l'inspecteur Megure, Eri Kisaki et le professeur Agasa se font agresser. Une conclusion s'impose : on cherche à nuire à Kogoro Mouri. Le suspect semble vouloir jouer avec lui, car chacune des personnes agressées a un lien avec une des 13 cartes de pique. Et l'as de pique ne désigne qu'une personne : Shinichi Kudo.

## Fiche technique
- Titre original : Meitantei Conan: Jūyon banme no Tāgetto (名探偵コナン 14番目の標的?)
- Titre français : Détective Conan : La Quatorzième Cible
- Société de production : Tokyo Movie Shinsha
- Dates de sortie : 
  - Japon : le 18 avril 1998 en salles japonaises
  - France : le 21 novembre 2007 chez l'éditeur Kazé

## Explications des traducteurs pour les jeux de mots
Les traducteurs de Kazé ont expliqué les passages dans lesquels les personnes qui ne sont pas familières avec le Japonais ne peuvent comprendre :
- La possibilité d'avoir un A

Lorsqu'au début du film, Ayumi entre la date de naissance de Conan dans l'automate de voyance, celui-ci prédit non seulement un rapprochement inattendu avec son bien-aimé, mais également la chance d'avoir un « A ». Cela se réfère aux différentes étapes d'une relation amoureuse, qui au Japon portent les lettres A, B et C. Ainsi, « A » est l'étape préliminaire et somme toute inoffensive, comprenant tout au plus un baiser- en revanche, « C » est synonyme d'un rapprochement beaucoup plus intime. Alors que Conan reçoit la nouvelle avec mauvaise humeur, Ayumi, Genta et Mitsuhiko ne comprennent rien à ce que l'automate essaie de leur dire. 
- A-B-Fry ?

Réfléchissant à haute voix à ce que l'automate de voyance susmentionné a bien pu vouloir dire avec la lettre « A », Mitsuhiko constate que la lettre « A » précède la lettre « B ». Genta, qui ne pense qu'à manger, interprète alors « A-B » (prononciation anglaise) en tant qu'« ebi », c'est-à-dire « crevette » en japonais. Ainsi, il en arrive à la conclusion que la prophétie se rapporte à « ebi-fry », c'est-à-dire des crevettes sautées !
- Le prénom de l'inspecteur

Lorsque les enfants rendent visite au commissaire Maigret à l'hôpital, Genta se trompe en voyant la plaque sur la porte et lit « Maigret Jūsan ». S'il est vrai que le prénom de Maigret s'écrit effectivement avec le même Kanji que le chiffre 13 (« jūsan »), dans ce cas présent, le symbole se lit toutefois « Jūzo ».
- La quête de la moto noire du bain public

Lorsque Conan appelle Mitsuhiko et Genta pour leur demander de guetter une moto tout-terrain noire, c'est une fois de plus le peu dégourdi Genta qui répond au téléphone. Au lieu de comprendre « ofu-rodo » (« offroad », c'est-à-dire « tout-terrain »), il comprend « ofuro-ya », (« bain public »). Toutefois, il est le premier à s'étonner de ce que pourrait bien être une « moto noire du bain public »…